# Crocidosema
Crocidosema is een geslacht van vlinders van de familie bladrollers (Tortricidae), uit de onderfamilie Olethreutinae.

## Soorten
- C. bostrychodes Diakonoff, 1992
- C. callida Meyrick, 1917
- C. compsoptila Meyrick, 1936
- C. cosmoptila Meyrick, 1917
- C. demutata Walsingham, 1900
- C. impendens Meyrick, 1917
- C. iris Diakonoff, 1984
- C. lantana Busck, 1910
- C. leptozona (Meyrick, 1921)
- C. marcidella (Walsingham, 1907)
- C. plebejana - Wereldbladroller Zeller, 1847
- C. roraria Meyrick, 1917
- C. thematica (Meyrick, 1918)